# Zuigan-ji

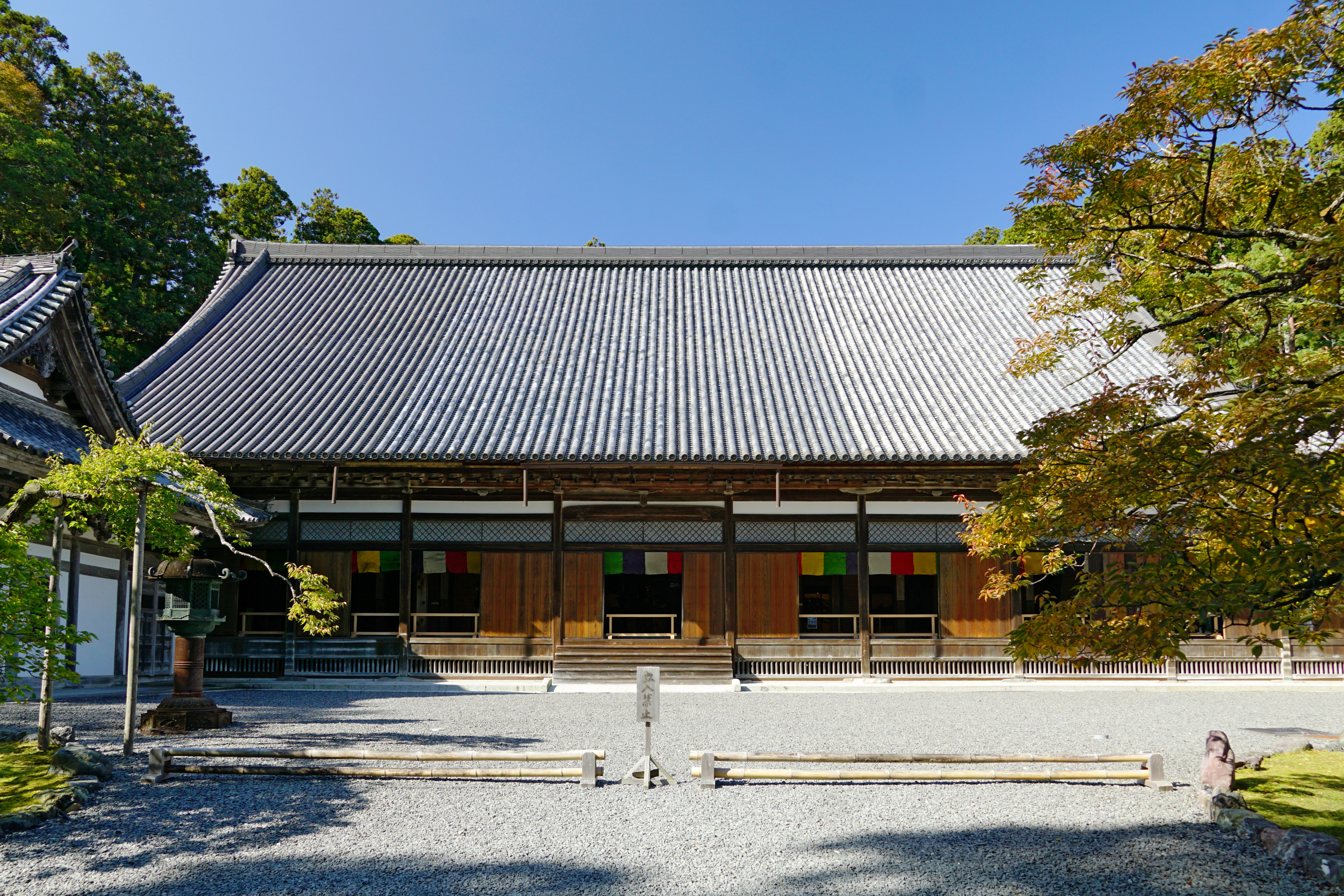
Haupthalle (Hondō)

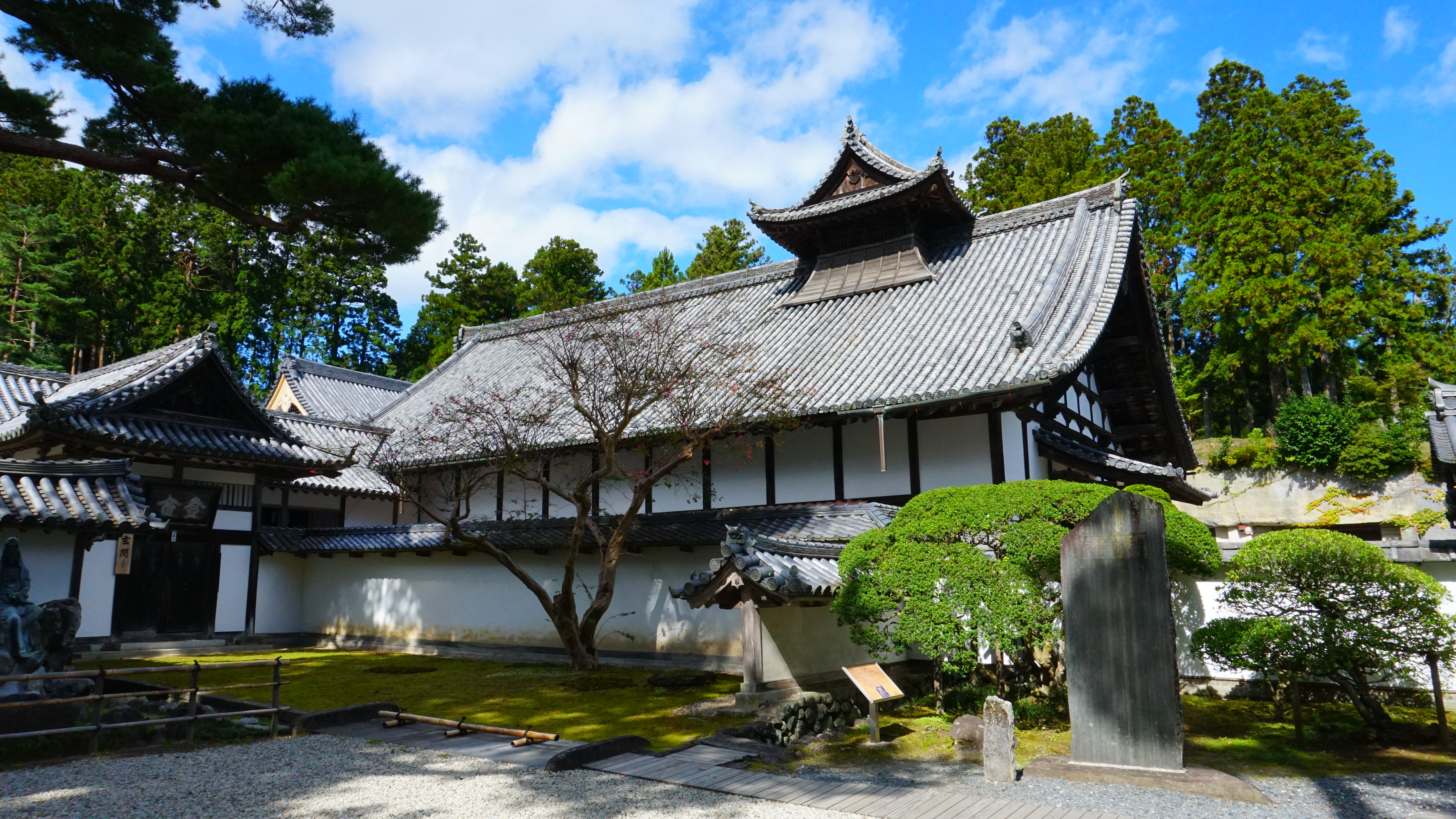
Refektorium (Kuri)

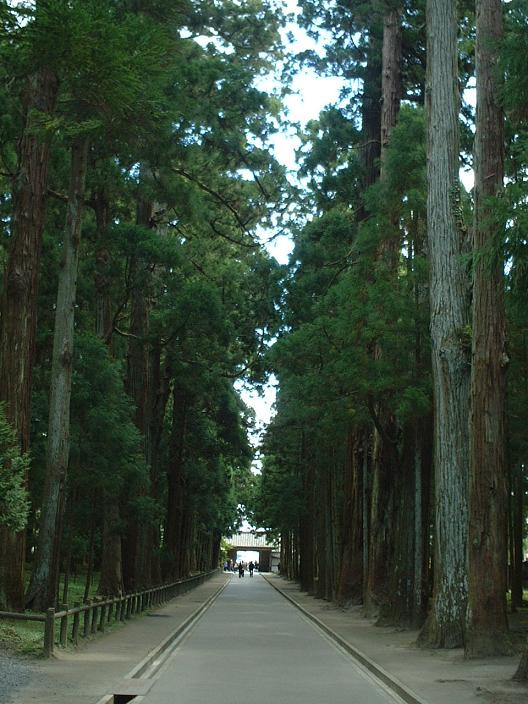
Zedernallee (Sandō)

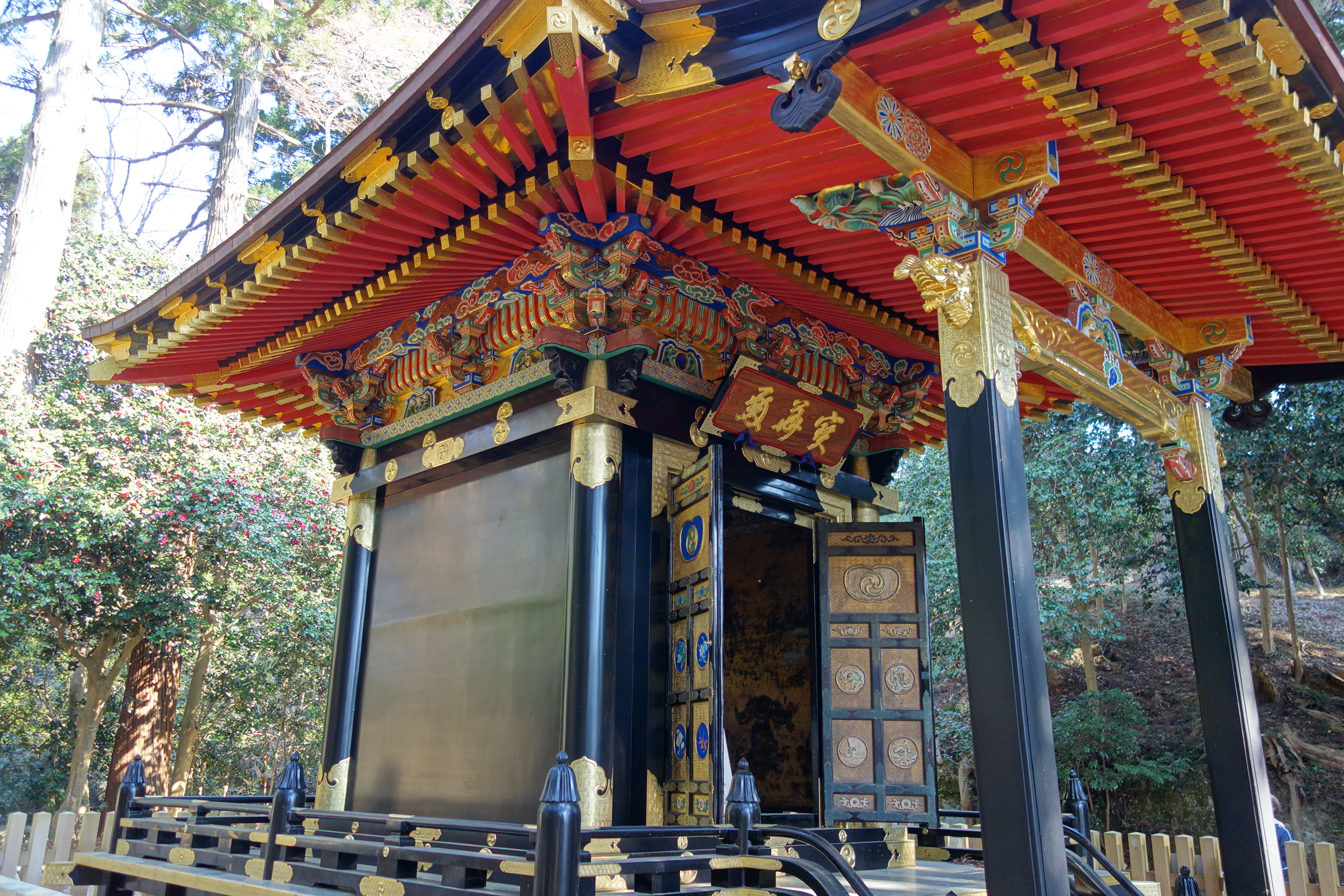

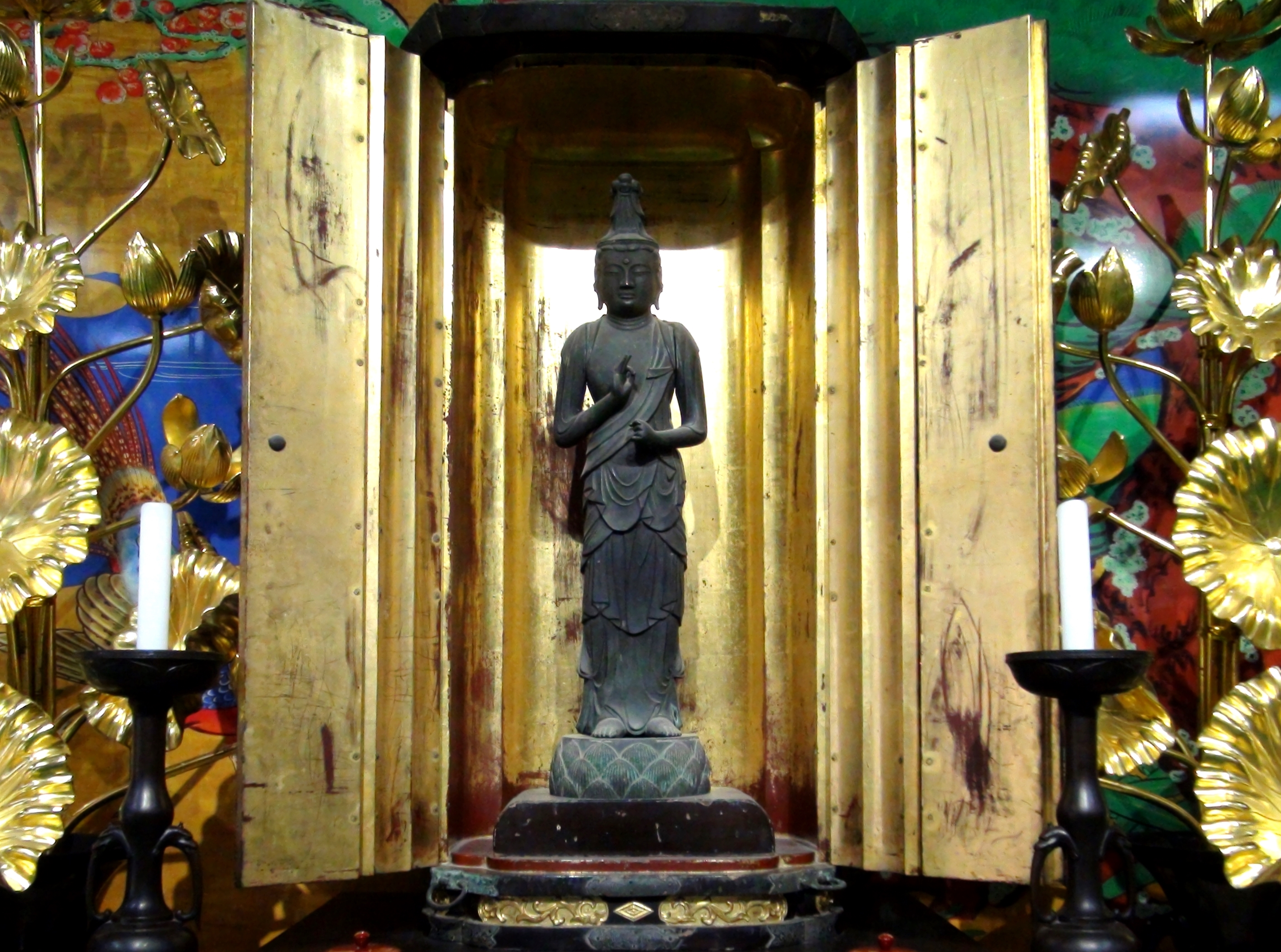
Avalokiteśvara

Zuigan-ji (japanisch 瑞巌寺), ausführlich (松島青龍山瑞巌円福禅寺, Shōtō Seiryū-zan Zuigan Enpuku Zenji) ist ein bedeutender Tempel Tōhokus in Matsushima (Miyagi). Er gehört zur Rinzai-Myōshin-ji-Richtung des Zen-Buddhismus.

## Geschichte
Der Tempel soll 828 vom Priester Jikaku daishi Ennin (794–864), dem Oberhaupt des Hiei-zan gegründet worden sein. Sein damaliger Name „Enpuku-ji“ leitete sich her vom Hiei Enreki-ji, er gehörte wie dieser zur Tendai-Richtung. Der Tempel wurde in sinojapanischer Lesung von „Matsushima“ auch „Shōtō-ji“ genannt. Zu den Unterstützern zählten die Ōshū-Fujiwara in Hiraizumi.
In der Kamakura-Zeit verlor der Tempel durch Shikken Hōjō Tokiyori (1227–1263) seine Zugehörigkeit zum Tendai. Unter Mönch Hosshin (Makabe Heishirō) wechselte der Tempel zur Rinzai-Richtung des Zen. Er behielt dabei den gleichen Namen, schrieb sich aber mit einem anderen Zeichen für „En“. Der Tempel wurde zu einem der Bitttempel (Goraijo) des Shogunats, und auch in der Muromachi-Zeit konnte er seine hohe Stellung bewahren, aber in der Sengoku-Zeit setzte der Niedergang ein. In der Tenshō-Zeit (1573–1593) kam es zu einem Anschluss an die Myōshin-ji Richtung des Rinzai.
Eine Wiederbelebung des Tempels erfolgte ab 1600 unter Daimyō Date Masamune, der sich in Sendai etabliert hatte. Zunächst wurde bis 1604 der kleine Tempel auf einer Insel nahe am Ufer, das Godaidō, wiederhergestellt. Im selben Jahr legte Masamune persönlich den Grundriss der zu errichtenden Tempelanlage fest, Baubeginn war im folgenden Jahr. Das Zedernholz wurde aus Kumano (Provinz Kii) geholt, aus Kyoto wurden die berühmten Meister der Umemura-Familie, aus Wakayama die Meister aus der Osakabe- und anderen Familien gerufen. Insgesamt 130 hervorragende Handwerker kamen so nach Matsushima. Nach vier Jahren Bauzeit war 1609 die Tempelanlage, die nun auch den Date als Begräbnisstätte diente, fertiggestellt.
Nach Masamunes Tod 1636 übernahm Priester Ungō Zenshi (1582–1658) den weiteren Aufbau. Es entstanden die Nebentempel Entsū-in, Yōtoku-in, Tenrin-in, Tendō-an und weitere, so dass das der Tempelbezirk (das Garan) etwa 30 Gebäude umfasste. Dazu kamen noch 70 Zweigtempel. Matsuo Bashō, der auf seiner Reise durch den Norden den Tempel besuchte, notierte beeindruckt: 「金壁荘厳を輝し」 (Kompeki sōgon o kagayakashi), etwa „Umgeben von goldenen Wänden glänzt auch der Zierrat.“
Nach der Meiji-Restauration verlor der Tempel viele Förderer, so dass heute außer den erstgenannten Gebäuden nur noch wenig weitere vorhanden sind.
Der Tempel erlitt größere Schäden durch das Tōhoku-Erdbeben 2011.

## Die Tempelanlage

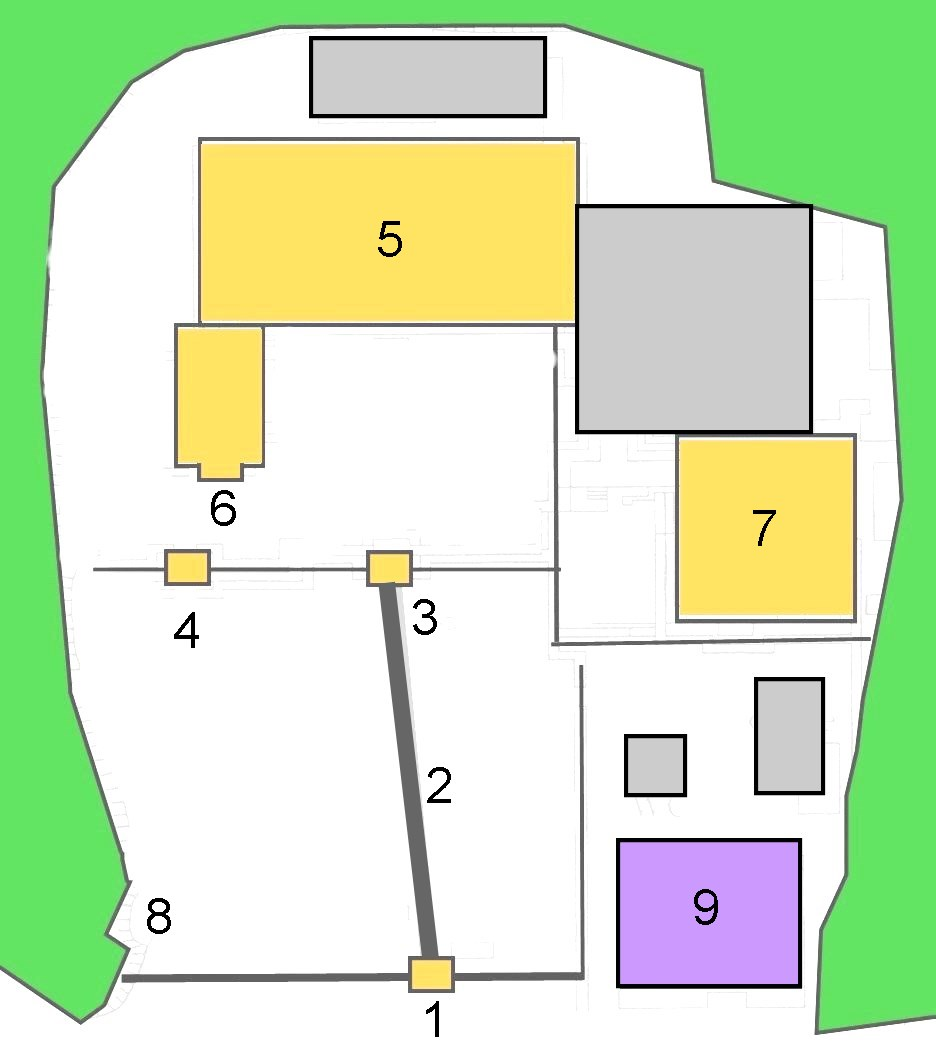
Tempelanlage, vereinfacht

1. Sōmon, das äußere Eingangstor, stammt aus dem Jahre 1609.
2. Sandō, der zur Tempelanlage führende Weg, wird von hohen Sicheltannen gesäumt. In der Edo-Zeit standen hier rechts und links die Nebentempel (Tatchū).
3. Nakamon, das innere Eingangstor als Shikyakumon,[Anm 1] führt zum inneren Bezirk
4. Onarimon, das Tor für den hohen Besuch, ist als Yakuimon[Anm 1] ausgeführt.
5. Das Hauptgebäude (Hondō) ist eine Kombination von Buddha-Halle und Shoin. Mit einer Frontlänge von 39 m und einer Gebäudetiefe von 25,2 m hat es beträchtliche Ausmaße. (Nationalschatz)
6. Onari-genkan, der Eingang zum Hondō für hohen Besuch, wird wegen seines üppig ausladenden Daches auch „Otsuji-gata genkan“ genannt
7. Das Refektorium (Kuri) hat die Maße 13,78 × 23,64 m.
8. Grabhöhle des Hosshin
9. Museum

### Ausstattung des Hondō

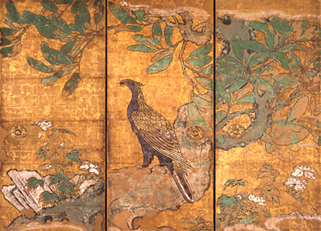
Schiebetüren im Falken-Raum

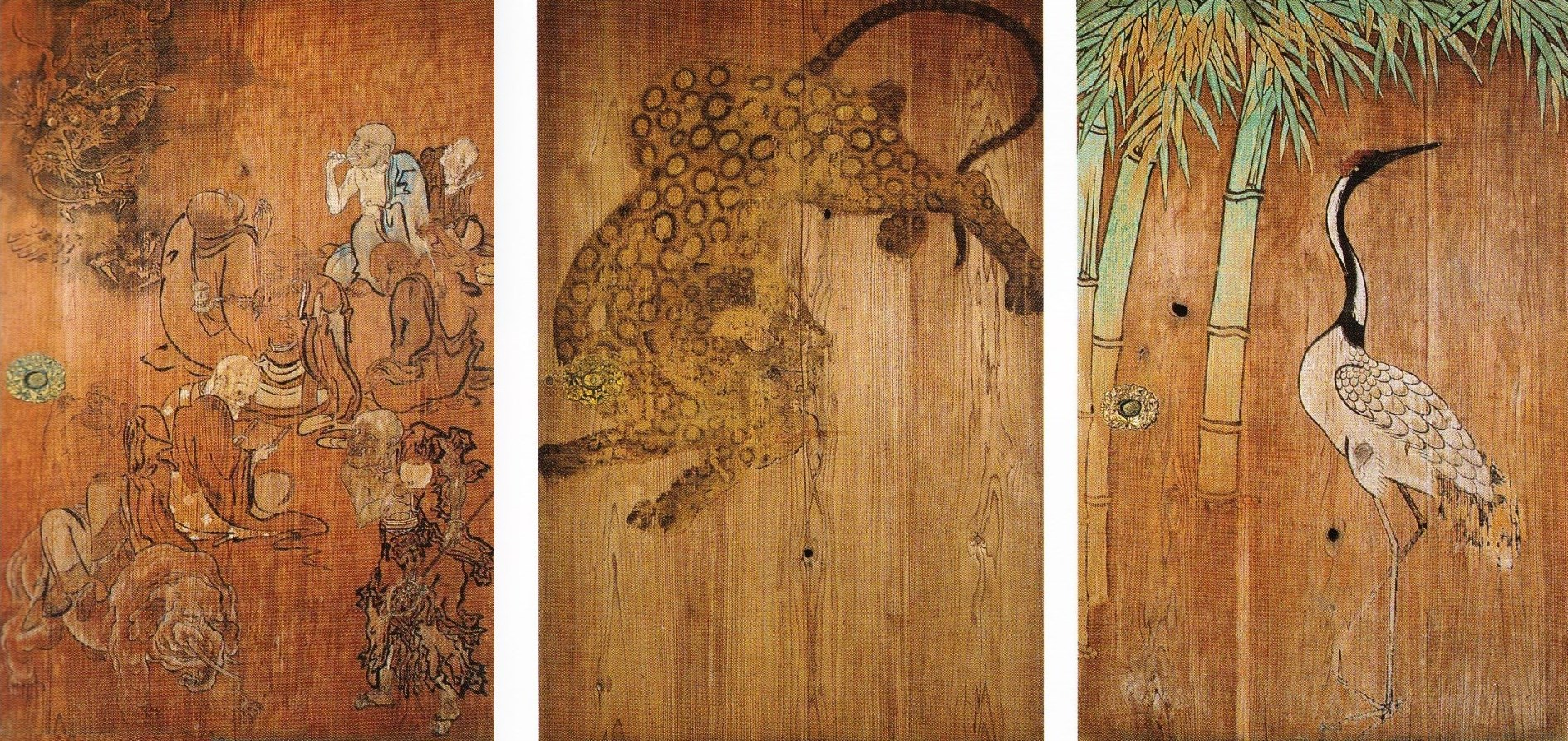
Schiebetüren (Sugito)

Das Hondō gliedert sich in folgende Räume, deren Schiebetüren (Fusuma, Sugito) u. a. von Hasegawa Tōin direkt auf Holz bemalt wurden und als Wichtiges Kulturgut registriert sind.
- Shitchū (室中) bzw. Kujaku-no-ma (孔雀の間): „Mittelzimmer“ bzw. „Pfauen-Raum“, ausgemalt von Sakuma Sakyō.
- Butsuma (仏間): Altarraum.
- Bun’ō-no-ma (文王の間): „König Wén (jap. Bun’ō) (1152–1056 vor Chr.) auf der Jagd“.
- Jōdan-no-ma (上段の間): Empfangsraum des Daimyō (ausgemalt von Hasegawa Tōin) mit prächtigem Toko-no-ma, der von einem Tablett mit den Zeichen „Enman“, geschrieben vom 5. Daimyō Yoshimura 1734.
- Jōjōdan-no-ma (上々段の間): ein schmaler Nebenraum.
- Rakan-no-ma (羅漢の間): „Rakan-(Buddha-Jünger)-Raum“.
- Sumie-no-ma (墨絵の間): „Tuschbilder-Raum“, ausgemalt in Schwarzweiß von Kibi-no-Kōeki.
- Kiku-no-ma (菊の間): „Chrysanthemen-Raum“, Raum des Hofarztes (ausgemalt von Sakuma Sakyō).
- Matsu-no-ma (松の間): „Kiefern-Raum“, ausgemalt von Kyūmaru, einem Schüler von Sakyō.
- Taka-no-ma (鷹の間): „Falken-Raum“, Raum des Kanzlers der Date. Ausgemalt von Kyūmaru.

### Felsengräber

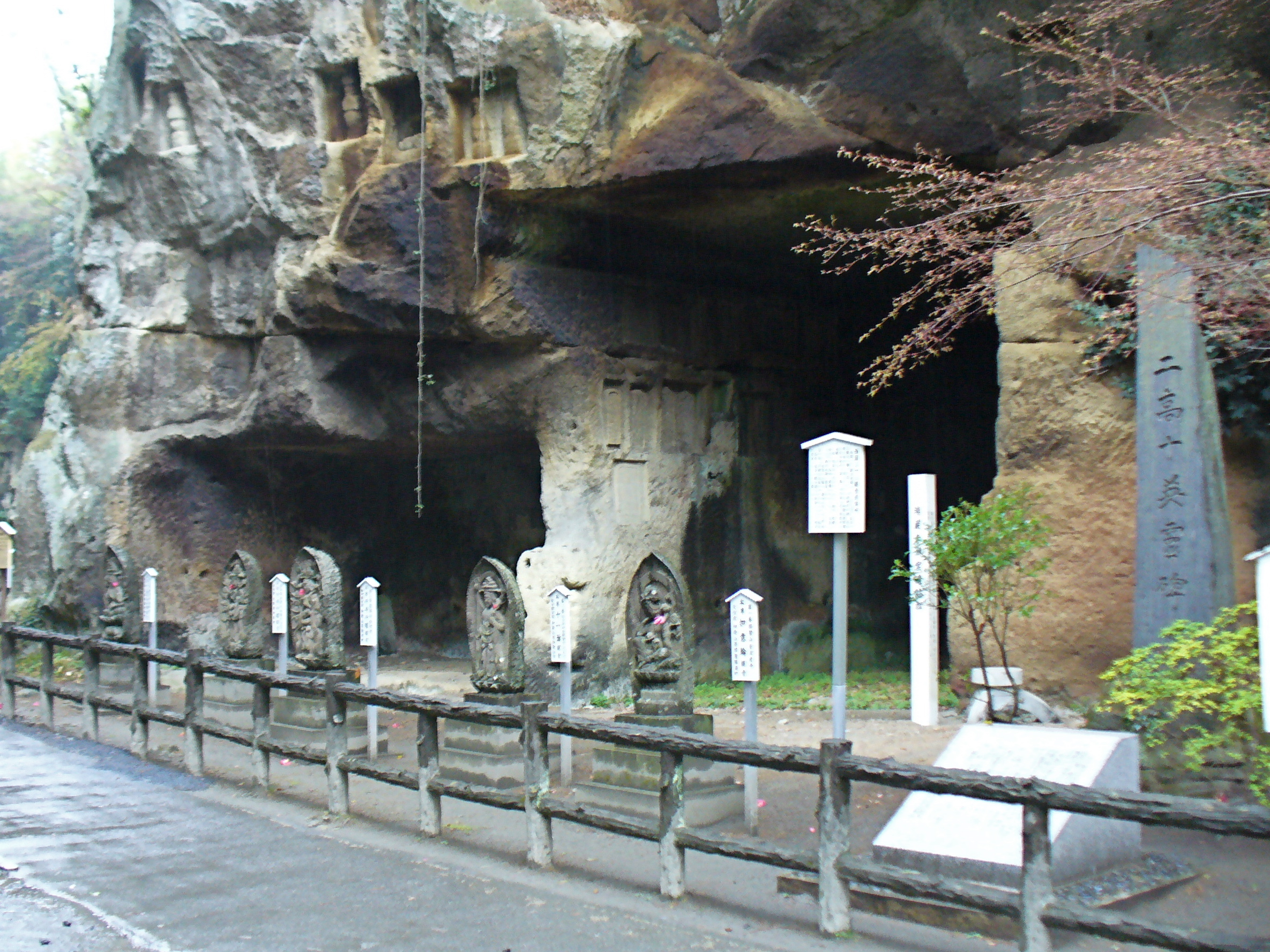
Höhlengräber

Zum Zuigan-ji gehört eine Reihe von Grabstellen, die in die umgebenden Felswände eingeschnitten wurden. Die Grabstellen entstanden in der Kamakura-Zeit und wurden noch in der Edo-Zeit benutzt. Besonders gepflegt wird die Grabstelle des Priesters Hosshin (8).

## Museum
Das Museum des Tempels (9), das am 1. Oktober 1995 eröffnet wurde, zeigt die Sammlung des Tempels. Dazu gehören
- Plastiken, darunter Date Masamune, 27-jährig, in voller Rüstung auf einem Klappstuhl,
- Bilder, darunter eine Hängerolle mit einer Darstellung des Ungo Kiyō,
- Schriftstücke, darunter das Tendai-ki, die Geschichte des Klosters Enryaku-ji,
- Teeschalen,
- Nō-Masken,
- Als Rarität zwei Kerzenhalter aus venezianischem Glas, mitgebracht aus Rom von Hasegawa Rokuemon.